# AKB48家族 猜拳大會2014
AKB48家族 猜拳大會2014 ～用拳頭爭取勝利！1/300個人出道爭奪戰～，是日本女子偶像團體AKB48與相關姊妹團體之間一場以猜拳的形式來決定獲得個人出道單曲唱片機會的活動。此活動是AKB48集團第五次舉辦的類似活動，因此又常稱為第五屆猜拳大會。但有別於前四屆是利用猜拳方式來決定AKB48的新單曲單曲選拔成員名單，在此屆活動中勝出的冠軍並不會擔任AKB48單曲的中央成員（center），而是改成發行個人出道單曲唱片，至於獲得第2至第16名的成員則是合作演唱與之搭配的B面曲。
這場猜拳大會是在2014年9月17日於日本武道館舉行，比賽最終由活動當時隸屬NMB48 Team BII（兼任SKE48 Team S）的渡邊美優紀獲得勝利，並在同年12月24日發行個人出道單曲唱片《與其溫柔不如給我一個吻》（やさしくするよりキスをして）。

## 簡介

### 出場成員
本次出場成員和上屆猜拳大會大致相同，除了AKB48正式成員（包含兼任AKB48的他團成員，但不包含2014年4月成立的新分隊Team 8）可以直接參加本戰之外，AKB48 Team 8的成員，AKB48的研究生以及沒有兼任AKB48的姐妹團體成員均須參加預備戰，在預備戰勝出的成員可以參加本戰。預備戰則在2014年8月8日舉行。
在大組閣的新體制之下，多名成員因兼任或移籍至AKB48而首次免除參加預備戰，包括宮脇咲良、山本彩、朝長美櫻、澀谷凪咲、中西智代梨、小笠原茉由和木崎由里亞。而從乃木坂46作為交換留學生兼任的生駒里奈則是首次參戰。除此之外，雖然小谷里步此前也曾兼任AKB48，但由於當時是在第三屆猜拳大會結束後才開始兼任，並在第四屆猜拳大會舉辦之前便已解除兼任，故這次同樣是她首次免除參加預備戰。
相反，多名原本來自或兼任AKB48的成員，因移籍至姐妹團體或解除兼任而失去直接參加本戰的資格，並且必須從各自姐妹團體的預備戰開始參加，這些成員包括山内鈴蘭、大場美奈、佐藤堇、藤江麗奈、市川美織、梅田彩佳和渡邊美優紀。而上屆因專任SNH48不參加猜拳大會的宮澤佐江，則因兼任SKE48而從SKE48預備戰開始參加。
AKB48
正規成員95名。
Team 8 3名。
研究生1名。
SKE48
本戰出場成員8名
SKE48研究生預備戰 - 勝出者1名可獲得SKE48預備戰的出場權。
SKE48預備戰 - 正規成員54名和SKE48研究生預備戰勝出者1名合計55名。
NMB48
本戰出場成員7名
NMB48研究生預備戰 - 勝出者2名可獲得NMB48預備戰的出場權。
NMB48預備戰 - 正規成員46名和NMB48研究生預備戰勝出者6名合計48名。
HKT48
本戰出場成員5名
HKT48研究生預備戰 - 勝出者1名可獲得HKT48預備戰的出場權。
HKT48預備戰 - 正規成員36名和HKT48研究生預備戰勝出者1名合計37名。

## 比賽流程
以下「研」為AKB48研究生、「乃」為乃木坂46成員。
出場辞退者以删除线表示。
| 區 | 1回戰   | 1回戰                 | 1回戰    | 2回戰                 | 3回戰               | 4回戰                 | 半準決賽            | 準決賽              | 決賽                |
| 區 | No.     | 姓名                  | 所屬隊伍 | 2回戰                 | 3回戰               | 4回戰                 | 半準決賽            | 準決賽              | 決賽                |
| -- | ------- | --------------------- | -------- | --------------------- | ------------------- | --------------------- | ------------------- | ------------------- | ------------------- |
| A  | 1 2     | 川本紗矢 澀谷凪咲     | B BII/4  | 川本紗矢 北原里英     | 川本紗矢 矢倉楓子   | 川本紗矢 柏木由紀     | 川本紗矢 大和田南那 | 川本紗矢 小嶋陽菜   | 小嶋陽菜 渡邊美優紀 |
| A  | 3 4     | 北原里英 木下春奈     | K BII    | 川本紗矢 北原里英     | 川本紗矢 矢倉楓子   | 川本紗矢 柏木由紀     | 川本紗矢 大和田南那 | 川本紗矢 小嶋陽菜   | 小嶋陽菜 渡邊美優紀 |
| A  | 5 6     | 小嶋菜月 鈴木紫帆里   | A K      | 小嶋菜月 矢倉楓子     | 川本紗矢 矢倉楓子   | 川本紗矢 柏木由紀     | 川本紗矢 大和田南那 | 川本紗矢 小嶋陽菜   | 小嶋陽菜 渡邊美優紀 |
| A  | 7 8     | 矢倉楓子 小林香菜     | M/A K    | 小嶋菜月 矢倉楓子     | 川本紗矢 矢倉楓子   | 川本紗矢 柏木由紀     | 川本紗矢 大和田南那 | 川本紗矢 小嶋陽菜   | 小嶋陽菜 渡邊美優紀 |
| A  | 9 10    | 河野早紀 茂木忍       | N 4      | 茂木忍 山本彩         | 山本彩 柏木由紀     | 川本紗矢 柏木由紀     | 川本紗矢 大和田南那 | 川本紗矢 小嶋陽菜   | 小嶋陽菜 渡邊美優紀 |
| A  | 11 12   | 高橋南 山本彩         | A N/K    | 茂木忍 山本彩         | 山本彩 柏木由紀     | 川本紗矢 柏木由紀     | 川本紗矢 大和田南那 | 川本紗矢 小嶋陽菜   | 小嶋陽菜 渡邊美優紀 |
| A  | 13 14   | 柏木由紀 橋本耀       | B B      | 柏木由紀 本田仁美     | 山本彩 柏木由紀     | 川本紗矢 柏木由紀     | 川本紗矢 大和田南那 | 川本紗矢 小嶋陽菜   | 小嶋陽菜 渡邊美優紀 |
| A  | 15      | 本田仁美              | 8        | 柏木由紀 本田仁美     | 山本彩 柏木由紀     | 川本紗矢 柏木由紀     | 川本紗矢 大和田南那 | 川本紗矢 小嶋陽菜   | 小嶋陽菜 渡邊美優紀 |
| B  | 16 17   | 川榮李奈 木崎由里亞   | A 4      | 木崎由里亞 東由樹     | 東由樹 神門沙樹     | 東由樹 大和田南那     | 川本紗矢 大和田南那 | 川本紗矢 小嶋陽菜   | 小嶋陽菜 渡邊美優紀 |
| B  | 18 19   | 植木南央 東由樹       | KIV M    | 木崎由里亞 東由樹     | 東由樹 神門沙樹     | 東由樹 大和田南那     | 川本紗矢 大和田南那 | 川本紗矢 小嶋陽菜   | 小嶋陽菜 渡邊美優紀 |
| B  | 20 21   | 神門沙樹 佐佐木優佳里 | KII 4    | 神門沙樹 倉持明日香   | 東由樹 神門沙樹     | 東由樹 大和田南那     | 川本紗矢 大和田南那 | 川本紗矢 小嶋陽菜   | 小嶋陽菜 渡邊美優紀 |
| B  | 22      | 倉持明日香            | B        | 神門沙樹 倉持明日香   | 東由樹 神門沙樹     | 東由樹 大和田南那     | 川本紗矢 大和田南那 | 川本紗矢 小嶋陽菜   | 小嶋陽菜 渡邊美優紀 |
| B  | 23 24   | 大和田南那 大家志津香 | B        | 大和田南那 熊澤世莉奈 | 大和田南那 前田亞美 | 東由樹 大和田南那     | 川本紗矢 大和田南那 | 川本紗矢 小嶋陽菜   | 小嶋陽菜 渡邊美優紀 |
| B  | 25 26   | 熊澤世莉奈 大森美優   | KIV 4    | 大和田南那 熊澤世莉奈 | 大和田南那 前田亞美 | 東由樹 大和田南那     | 川本紗矢 大和田南那 | 川本紗矢 小嶋陽菜   | 小嶋陽菜 渡邊美優紀 |
| B  | 27 28   | 湯本亞美 梅本泉       | K H      | 湯本亞美 前田亞美     | 大和田南那 前田亞美 | 東由樹 大和田南那     | 川本紗矢 大和田南那 | 川本紗矢 小嶋陽菜   | 小嶋陽菜 渡邊美優紀 |
| B  | 29      | 前田亞美              | A        | 湯本亞美 前田亞美     | 大和田南那 前田亞美 | 東由樹 大和田南那     | 川本紗矢 大和田南那 | 川本紗矢 小嶋陽菜   | 小嶋陽菜 渡邊美優紀 |
| C  | 30 31   | 高橋朱里 田野優花     | B K      | 田野優花 篠崎彩奈     | 田野優花 荒井優希   | 荒井優希 小嶋陽菜     | 小嶋陽菜 宮崎美穗   | 川本紗矢 小嶋陽菜   | 小嶋陽菜 渡邊美優紀 |
| C  | 32 33   | 名取稚菜 篠崎彩奈     | B 4      | 田野優花 篠崎彩奈     | 田野優花 荒井優希   | 荒井優希 小嶋陽菜     | 小嶋陽菜 宮崎美穗   | 川本紗矢 小嶋陽菜   | 小嶋陽菜 渡邊美優紀 |
| C  | 34 35   | 荒井優希 下口緋奈奈   | KII K    | 荒井優希 森川彩香     | 田野優花 荒井優希   | 荒井優希 小嶋陽菜     | 小嶋陽菜 宮崎美穗   | 川本紗矢 小嶋陽菜   | 小嶋陽菜 渡邊美優紀 |
| C  | 36      | 森川彩香              | A        | 荒井優希 森川彩香     | 田野優花 荒井優希   | 荒井優希 小嶋陽菜     | 小嶋陽菜 宮崎美穗   | 川本紗矢 小嶋陽菜   | 小嶋陽菜 渡邊美優紀 |
| C  | 37 38   | 高島祐利奈 飯野雅     | 4 研     | 飯野雅 小嶋陽菜       | 小嶋陽菜 高木由麻奈 | 荒井優希 小嶋陽菜     | 小嶋陽菜 宮崎美穗   | 川本紗矢 小嶋陽菜   | 小嶋陽菜 渡邊美優紀 |
| C  | 39 40   | 生駒里奈 小嶋陽菜     | 乃/B A   | 飯野雅 小嶋陽菜       | 小嶋陽菜 高木由麻奈 | 荒井優希 小嶋陽菜     | 小嶋陽菜 宮崎美穗   | 川本紗矢 小嶋陽菜   | 小嶋陽菜 渡邊美優紀 |
| C  | 41 42   | 込山榛香 大川莉央     | 4        | 込山榛香 高木由麻奈   | 小嶋陽菜 高木由麻奈 | 荒井優希 小嶋陽菜     | 小嶋陽菜 宮崎美穗   | 川本紗矢 小嶋陽菜   | 小嶋陽菜 渡邊美優紀 |
| C  | 43      | 高木由麻奈            | KII      | 込山榛香 高木由麻奈   | 小嶋陽菜 高木由麻奈 | 荒井優希 小嶋陽菜     | 小嶋陽菜 宮崎美穗   | 川本紗矢 小嶋陽菜   | 小嶋陽菜 渡邊美優紀 |
| D  | 44 45   | 朝長美櫻 松岡菜摘     | KIV H    | 朝長美櫻 入山杏奈     | 朝長美櫻 島崎遙香   | 朝長美櫻 宮崎美穗     | 小嶋陽菜 宮崎美穗   | 川本紗矢 小嶋陽菜   | 小嶋陽菜 渡邊美優紀 |
| D  | 46 47   | 入山杏奈 石塚朱莉     | A M      | 朝長美櫻 入山杏奈     | 朝長美櫻 島崎遙香   | 朝長美櫻 宮崎美穗     | 小嶋陽菜 宮崎美穗   | 川本紗矢 小嶋陽菜   | 小嶋陽菜 渡邊美優紀 |
| D  | 48 49   | 武藤十夢 內山命       | A KII    | 武藤十夢 島崎遙香     | 朝長美櫻 島崎遙香   | 朝長美櫻 宮崎美穗     | 小嶋陽菜 宮崎美穗   | 川本紗矢 小嶋陽菜   | 小嶋陽菜 渡邊美優紀 |
| D  | 50      | 島崎遙香              | A        | 武藤十夢 島崎遙香     | 朝長美櫻 島崎遙香   | 朝長美櫻 宮崎美穗     | 小嶋陽菜 宮崎美穗   | 川本紗矢 小嶋陽菜   | 小嶋陽菜 渡邊美優紀 |
| D  | 51 52   | 後藤萌咲 小林茉里奈   | K 4      | 小林茉里奈 宮崎美穗   | 宮崎美穗 橫島亞衿   | 朝長美櫻 宮崎美穗     | 小嶋陽菜 宮崎美穗   | 川本紗矢 小嶋陽菜   | 小嶋陽菜 渡邊美優紀 |
| D  | 53 54   | 宮崎美穗 相笠萌       | K        | 小林茉里奈 宮崎美穗   | 宮崎美穗 橫島亞衿   | 朝長美櫻 宮崎美穗     | 小嶋陽菜 宮崎美穗   | 川本紗矢 小嶋陽菜   | 小嶋陽菜 渡邊美優紀 |
| D  | 55 56   | 野澤玲奈 橫島亞衿     | B        | 橫島亞衿 田名部生來   | 宮崎美穗 橫島亞衿   | 朝長美櫻 宮崎美穗     | 小嶋陽菜 宮崎美穗   | 川本紗矢 小嶋陽菜   | 小嶋陽菜 渡邊美優紀 |
| D  | 57      | 田名部生來            | B        | 橫島亞衿 田名部生來   | 宮崎美穗 橫島亞衿   | 朝長美櫻 宮崎美穗     | 小嶋陽菜 宮崎美穗   | 川本紗矢 小嶋陽菜   | 小嶋陽菜 渡邊美優紀 |
| E  | 58 59   | 市川愛美 兒玉遥       | A H/K    | 兒玉遥 高城亞樹       | 高城亞樹 岡田奈奈   | 岡田奈奈 岩立沙穗     | 岩立沙穗 永尾瑪利亞 | 岩立沙穗 渡邊美優紀 | 小嶋陽菜 渡邊美優紀 |
| E  | 60 61   | 古畑奈和 高城亞樹     | KII/A B  | 兒玉遥 高城亞樹       | 高城亞樹 岡田奈奈   | 岡田奈奈 岩立沙穗     | 岩立沙穗 永尾瑪利亞 | 岩立沙穗 渡邊美優紀 | 小嶋陽菜 渡邊美優紀 |
| E  | 62 63   | 加藤智子 小笠原茉由   | KII B    | 小笠原茉由 岡田奈奈   | 高城亞樹 岡田奈奈   | 岡田奈奈 岩立沙穗     | 岩立沙穗 永尾瑪利亞 | 岩立沙穗 渡邊美優紀 | 小嶋陽菜 渡邊美優紀 |
| E  | 64      | 岡田奈奈              | 4        | 小笠原茉由 岡田奈奈   | 高城亞樹 岡田奈奈   | 岡田奈奈 岩立沙穗     | 岩立沙穗 永尾瑪利亞 | 岩立沙穗 渡邊美優紀 | 小嶋陽菜 渡邊美優紀 |
| E  | 65 66   | 岡田彩花 大島涼花     | 4 B      | 大島涼花 宮脇咲良     | 宮脇咲良 岩立沙穗   | 岡田奈奈 岩立沙穗     | 岩立沙穗 永尾瑪利亞 | 岩立沙穗 渡邊美優紀 | 小嶋陽菜 渡邊美優紀 |
| E  | 67 68   | 宮脇咲良 北澤早紀     | K        | 大島涼花 宮脇咲良     | 宮脇咲良 岩立沙穗   | 岡田奈奈 岩立沙穗     | 岩立沙穗 永尾瑪利亞 | 岩立沙穗 渡邊美優紀 | 小嶋陽菜 渡邊美優紀 |
| E  | 69 70   | 岩立沙穗 福岡聖菜     | 4 B      | 岩立沙穗 石田安奈     | 宮脇咲良 岩立沙穗   | 岡田奈奈 岩立沙穗     | 岩立沙穗 永尾瑪利亞 | 岩立沙穗 渡邊美優紀 | 小嶋陽菜 渡邊美優紀 |
| E  | 71      | 石田安奈              | KII      | 岩立沙穗 石田安奈     | 宮脇咲良 岩立沙穗   | 岡田奈奈 岩立沙穗     | 岩立沙穗 永尾瑪利亞 | 岩立沙穗 渡邊美優紀 | 小嶋陽菜 渡邊美優紀 |
| F  | 72 73   | 行天優莉奈 佐藤妃星   | 8 4      | 佐藤妃星 峯岸南       | 佐藤妃星 阿部瑪利亞 | 佐藤妃星 永尾瑪利亞   | 岩立沙穗 永尾瑪利亞 | 岩立沙穗 渡邊美優紀 | 小嶋陽菜 渡邊美優紀 |
| F  | 74 75   | 峯岸南 村山彩希       | 4        | 佐藤妃星 峯岸南       | 佐藤妃星 阿部瑪利亞 | 佐藤妃星 永尾瑪利亞   | 岩立沙穗 永尾瑪利亞 | 岩立沙穗 渡邊美優紀 | 小嶋陽菜 渡邊美優紀 |
| F  | 76 77   | 渡邊麻友 阿部瑪利亞   | B K      | 阿部瑪利亞 高塚夏生   | 佐藤妃星 阿部瑪利亞 | 佐藤妃星 永尾瑪利亞   | 岩立沙穗 永尾瑪利亞 | 岩立沙穗 渡邊美優紀 | 小嶋陽菜 渡邊美優紀 |
| F  | 78      | 高塚夏生              | KII      | 阿部瑪利亞 高塚夏生   | 佐藤妃星 阿部瑪利亞 | 佐藤妃星 永尾瑪利亞   | 岩立沙穗 永尾瑪利亞 | 岩立沙穗 渡邊美優紀 | 小嶋陽菜 渡邊美優紀 |
| F  | 79 80   | 梅田綾乃 伊豆田莉奈   | B        | 梅田綾乃 永尾瑪利亞   | 永尾瑪利亞 西山怜那 | 佐藤妃星 永尾瑪利亞   | 岩立沙穗 永尾瑪利亞 | 岩立沙穗 渡邊美優紀 | 小嶋陽菜 渡邊美優紀 |
| F  | 81 82   | 永尾瑪利亞 前田美月   | K 4      | 梅田綾乃 永尾瑪利亞   | 永尾瑪利亞 西山怜那 | 佐藤妃星 永尾瑪利亞   | 岩立沙穗 永尾瑪利亞 | 岩立沙穗 渡邊美優紀 | 小嶋陽菜 渡邊美優紀 |
| F  | 83 84   | 藤田奈那 岩佐美咲     | A K      | 藤田奈那 西山怜那     | 永尾瑪利亞 西山怜那 | 佐藤妃星 永尾瑪利亞   | 岩立沙穗 永尾瑪利亞 | 岩立沙穗 渡邊美優紀 | 小嶋陽菜 渡邊美優紀 |
| F  | 85      | 西山怜那              | A        | 藤田奈那 西山怜那     | 永尾瑪利亞 西山怜那 | 佐藤妃星 永尾瑪利亞   | 岩立沙穗 永尾瑪利亞 | 岩立沙穗 渡邊美優紀 | 小嶋陽菜 渡邊美優紀 |
| G  | 86 87   | 中村麻里子 藪下柊     | A BII    | 藪下柊 岩田華怜       | 藪下柊 中西智代梨   | 中西智代梨 小谷里步   | 小谷里步 渡邊美優紀 | 岩立沙穗 渡邊美優紀 | 小嶋陽菜 渡邊美優紀 |
| G  | 88 89   | 島田晴香 岩田華怜     | K A      | 藪下柊 岩田華怜       | 藪下柊 中西智代梨   | 中西智代梨 小谷里步   | 小谷里步 渡邊美優紀 | 岩立沙穗 渡邊美優紀 | 小嶋陽菜 渡邊美優紀 |
| G  | 90 91   | 加藤玲奈 内山奈月     | 4 B      | 内山奈月 中西智代梨   | 藪下柊 中西智代梨   | 中西智代梨 小谷里步   | 小谷里步 渡邊美優紀 | 岩立沙穗 渡邊美優紀 | 小嶋陽菜 渡邊美優紀 |
| G  | 92      | 中西智代梨            | A        | 内山奈月 中西智代梨   | 藪下柊 中西智代梨   | 中西智代梨 小谷里步   | 小谷里步 渡邊美優紀 | 岩立沙穗 渡邊美優紀 | 小嶋陽菜 渡邊美優紀 |
| G  | 93 94   | 鈴木瑪莉亞 向井地美音 | SII/K 4  | 向井地美音 松井珠理奈 | 松井珠理奈 小谷里步 | 中西智代梨 小谷里步   | 小谷里步 渡邊美優紀 | 岩立沙穗 渡邊美優紀 | 小嶋陽菜 渡邊美優紀 |
| G  | 95 96   | 松井珠理奈 橫山由依   | S/K K    | 向井地美音 松井珠理奈 | 松井珠理奈 小谷里步 | 中西智代梨 小谷里步   | 小谷里步 渡邊美優紀 | 岩立沙穗 渡邊美優紀 | 小嶋陽菜 渡邊美優紀 |
| G  | 97 98   | 達家真姬寶 小谷里步   | A N/4    | 小谷里步 西野未姫     | 松井珠理奈 小谷里步 | 中西智代梨 小谷里步   | 小谷里步 渡邊美優紀 | 岩立沙穗 渡邊美優紀 | 小嶋陽菜 渡邊美優紀 |
| G  | 99      | 西野未姫              | 4        | 小谷里步 西野未姫     | 松井珠理奈 小谷里步 | 中西智代梨 小谷里步   | 小谷里步 渡邊美優紀 | 岩立沙穗 渡邊美優紀 | 小嶋陽菜 渡邊美優紀 |
| H  | 100 101 | 江籠裕奈 中田千智     | KII A    | 江籠裕奈 沖田彩華     | 江籠裕奈 內田真由美 | 內田真由美 渡邊美優紀 | 小谷里步 渡邊美優紀 | 岩立沙穗 渡邊美優紀 | 小嶋陽菜 渡邊美優紀 |
| H  | 102 103 | 沖田彩華 石田晴香     | M K      | 江籠裕奈 沖田彩華     | 江籠裕奈 內田真由美 | 內田真由美 渡邊美優紀 | 小谷里步 渡邊美優紀 | 岩立沙穗 渡邊美優紀 | 小嶋陽菜 渡邊美優紀 |
| H  | 104 105 | 竹内美宥 內田真由美   | B K      | 內田真由美 平田梨奈   | 江籠裕奈 內田真由美 | 內田真由美 渡邊美優紀 | 小谷里步 渡邊美優紀 | 岩立沙穗 渡邊美優紀 | 小嶋陽菜 渡邊美優紀 |
| H  | 106     | 平田梨奈              | B        | 內田真由美 平田梨奈   | 江籠裕奈 內田真由美 | 內田真由美 渡邊美優紀 | 小谷里步 渡邊美優紀 | 岩立沙穗 渡邊美優紀 | 小嶋陽菜 渡邊美優紀 |
| H  | 107 108 | 小嶋真子 土保瑞希     | K 4      | 小嶋真子 太田奈緒     | 太田奈緒 渡邊美優紀 | 內田真由美 渡邊美優紀 | 小谷里步 渡邊美優紀 | 岩立沙穗 渡邊美優紀 | 小嶋陽菜 渡邊美優紀 |
| H  | 109 110 | 田北香世子 太田奈緒   | K 8      | 小嶋真子 太田奈緒     | 太田奈緒 渡邊美優紀 | 內田真由美 渡邊美優紀 | 小谷里步 渡邊美優紀 | 岩立沙穗 渡邊美優紀 | 小嶋陽菜 渡邊美優紀 |
| H  | 111 112 | 岡田栞奈 松井咲子     | KIV A    | 松井咲子 渡邊美優紀   | 太田奈緒 渡邊美優紀 | 內田真由美 渡邊美優紀 | 小谷里步 渡邊美優紀 | 岩立沙穗 渡邊美優紀 | 小嶋陽菜 渡邊美優紀 |
| H  | 113     | 渡邊美優紀            | BII/S    | 松井咲子 渡邊美優紀   | 太田奈緒 渡邊美優紀 | 內田真由美 渡邊美優紀 | 小谷里步 渡邊美優紀 | 岩立沙穗 渡邊美優紀 | 小嶋陽菜 渡邊美優紀 |

## 比賽結果
2014年9月23日，於橫濱國際平和會議場舉辦的「《勇往直前》劇場盤發售紀念大握手會」中進行「猜拳大會順位決定戰，」最終排名結果如下：
| 名次   | 參賽編號 | 姓名            | 所屬隊伍 | 附註                                                        |
| ------ | -------- | --------------- | -------- | ----------------------------------------------------------- |
| 第1名  | 113      | 渡邊美優紀      | BII/S    | 首位未於AKB48在籍的冠軍及首位通過預選賽獲得參賽權而奪取冠軍 |
| 第2名  | 40       | 小嶋陽菜        | A        | 曾在第一、第二次猜拳大会入围前16名成员                      |
| 第3名  | 1        | 川本紗矢        | B        | AKB48 選秀生首名進入前16名成員                              |
| 第4名  | 69       | 岩立沙穗        | 4        | AKB48 13期生首名進入前16名成員                              |
| 第5名  | 56       | 宮崎美穗        | K        |                                                             |
| 第6名  | 98       | 小谷里步        | N/4      |                                                             |
| 第7名  | 81       | 永尾瑪利亞 （永尾まりや） | K        |                                                             |
| 第8名  | 23       | 大和田南那      | B        |                                                             |
| 第9名  | 19       | 東由樹          | M        |                                                             |
| 第10名 | 105      | 內田真由美      | K        | 曾获得第一猜拳大会冠軍及第三次猜拳大会入围前16名成员        |
| 第11名 | 44       | 朝長美櫻        | KIV/B    |                                                             |
| 第12名 | 73       | 佐藤妃星        | 4        |                                                             |
| 第13名 | 34       | 荒井優希        | KII      | SKE48 選秀生首名進入前16名成員                              |
| 第14名 | 64       | 岡田奈奈        | 4        | AKB48 14期生首名進入前16名成員                              |
| 第15名 | 13       | 柏木由紀        | B/N      | 曾在第三次猜拳大会入围前16名成员                            |
| 第16名 | 92       | 中西智代梨      | A        |                                                             |

## 外部連結
- AKB48 Group 猜拳大會2014官方網站（页面存档备份，存于）（日語）